# Валдо Фільйо
Валдо Фільйо (порт. Valdo Filho, нар. 12 січня 1964, Сідерполіс) — бразильський футболіст, що грав на позиції півзахисника.
Виступав, зокрема, за клуби «Греміо», «Бенфіка» та «Парі Сен-Жермен», а також національну збірну Бразилії.
Дворазовий чемпіон Португалії. Чемпіон Франції. Володар Кубка Франції. Переможець Рекопи Південної Америки. У складі збірної — володар Кубка Америки.

## Клубна кар'єра
Народився 12 січня 1964 року в місті Сідерполіс. Вихованець футбольної школи клубу «Фігейренсе». Дорослу футбольну кар'єру розпочав 1983 року.
Своєю грою за цю команду привернув увагу представників тренерського штабу клубу «Греміо», до складу якого приєднався 1984 року. Відіграв за команду з Порту-Алегрі наступні три сезони своєї ігрової кар'єри. Більшість часу, проведеного у складі «Греміо», був основним гравцем команди.
У 1988 році уклав контракт з клубом «Бенфіка», у складі якого провів наступні три роки своєї кар'єри гравця. Граючи у складі «Бенфіки» також здебільшого виходив на поле в основному складі команди. За цей час двічі виборював титул чемпіона Португалії.
З 1991 року чотири сезони захищав кольори команди клубу «Парі Сен-Жермен». Тренерським штабом нового клубу також розглядався як гравець «основи». За цей час додав до переліку своїх трофеїв титул чемпіона Франції, ставав володарем Кубка Франції.
Згодом з 1995 по 2003 рік грав у складі команд клубів «Бенфіка», «Нагоя Грампус», «Крузейру», «Сантус», «Спорт Ресіфі», «Атлетіко Мінейру», «Жувентуде» та «Сан-Каетану». Протягом цих років додав до переліку своїх трофеїв титул переможця Рекопи Південної Америки.
Завершив професійну ігрову кар'єру у клубі «Ботафогу», за команду якого виступав протягом 2003—2004 років.

## Виступи за збірну
У 1986 році дебютував в офіційних матчах у складі національної збірної Бразилії. Протягом кар'єри у національній команді, яка тривала 8 років, провів у формі головної команди країни 65 матчів, забивши 6 голів.
У складі збірної був учасником чемпіонату світу 1986 року у Мексиці, розіграшу Кубка Америки 1987 року в Аргентині, розіграшу Кубка Америки 1989 року у Бразилії, здобувши того року титул континентального чемпіона, чемпіонату світу 1990 року в Італії.

## Титули і досягнення
- Чемпіон Португалії (2):

«Бенфіка»: 1989, 1991
- Володар Суперкубка Португалії (1):

«Бенфіка»:  1989
- Чемпіон Франції (1):

«Парі Сен-Жермен»: 1993–94
- Володар Кубка Франції (1):

«Парі Сен-Жермен»: 1992–93
- Переможець Рекопи Південної Америки (1):

«Крузейро»: 1998
Збірні
- Переможець Панамериканських ігор: 1987
- Срібний олімпійський призер: 1988
- Володар Кубка Америки: 1989